# ما ژنژائو
ما ژنژائو (انگلیسی: Ma Zhenzhao؛ زادهٔ ۵ نوامبر ۱۹۹۷) جودوکار زن اهل چین است. وی در بازی‌های المپیک تابستانی ۲۰۲۰ شرکت کرده‌است.